# Распопов Андрій Миколайович
Андрі́й Микола́йович Распо́пов (нар. 25 червня 1978, Миколаїв) — український футболіст, захисник.

## Титули і досягнення
- Володар Кубка Білорусі (1):

«Динамо» (Мінськ): 2003